# Kurandvad Senior Branch
Kurandvad Senior était un État princier des Indes qui se constitua en 1854 sur une partie de la principauté de Kurandvad qui venait de se scinder en deux États. La branche aînée de la famille princière gouverna cette principauté, d'où son nom, et elle subsista jusqu'en 1948, date à laquelle elle fut intégrée dans l'État du Maharashtra.

## Raos de Kurandvad
Liste des raos de Kurandvad de 1771 à 1854 à l'époque de l'unité de la Principauté :
- 1771-1801 Raghunath Rao Ier (1750-1801)
- 1801-1811 Trimbak Rao II
- 1811-1827 Keshav Rao (+1827)
- 1827-1854 Raghunath Rao II (1812-1876)

Liste des raos de Kurandvad Senior de 1854 à 1948 :
- 1854-1876 Raghunath Rao II
- 1876-1908 Chintaman Rao Ier
- 1908-1927 Bhalchandra Rao Ier (1873-1927)
- 1927-1948 Chintaman Rao II (1921-1980)